# CrossFit

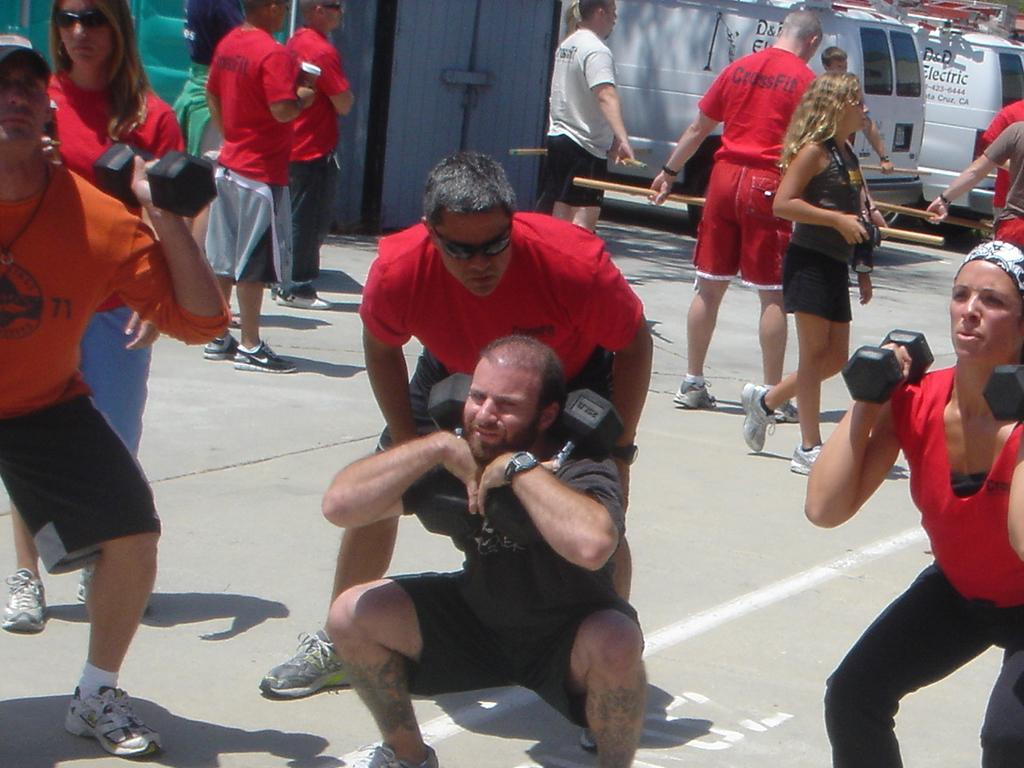
CrossFit-trainercertificering, 2007

CrossFit is een manier van fitness die gewichtheffen, atletiek en gymnastiek combineert in een trainingsvorm. Gedurende de training worden functionele bewegingen op een gevarieerde manier in een hoge intensiteit zo snel mogelijk uitgevoerd. De filosofie achter CrossFit is om niet te specialiseren in een specifiek sportonderdeel, omdat dit tot een eenzijdige fysieke ontwikkeling zou leiden.
Trainingen bestaan uit een warming-up, een technisch gedeelte om de Crossfit-bewegingen te leren en een intensieve training, een workout of the day (WoD) van 10 à 20 minuten. Vaak worden de resultaten van deze WoD op een whiteboard bijgehouden om een competitie-element aan de training toe te voegen.
Gedurende de training wordt er gebruikgemaakt van barbells, dumbbells, kettlebells, tractorbanden, zandzakken, touwen en pull-up-bars. De oefeningen bestaan voornamelijk uit natuurlijke lichaamsbewegingen zoals duwen, (op)trekken, stoten, werpen, tillen, springen, klimmen en rennen. Het doel van CrossFit is om ongeacht leeftijd, beroep of fysieke gesteldheid zo snel mogelijk fit en gezond te worden.

## Geschiedenis
CrossFit is bedacht door voormalig gymnasten Greg en Lauren Glassman. De eerste specifiek op CrossFit toegelegde sportschool werd in 1996 geopend in Santa Cruz. Het aantal sportscholen, boxes, groeide daarna van 18 in 2005 tot meer dan 1500 in 2010. In 2014 werd de 10.000e box geopend in Londen. Met name in de Verenigde Staten wordt Crossfit veel beoefend. Sinds 2007 worden elke jaar de CrossFit Games georganiseerd in Aromas, Californië en vanaf 2010 in Carson, Californië. Voormalig NFL-speler John Welbourn heeft een speciaal CrossFit Football-programma ontwikkeld. Andere experts op het gebied van Crossfit zijn dr. Nicholas Romanov, (pose running methode) en dr. Barry Sears, bedenker van het zonedieet. CrossFit heeft speciale certificeringseminars voor gymnastiek, gewichtheffen, powerliften, strongman, hardlopen en uithoudingsvermogen, CrossFit Kids en CrossFit Football.